# Залесе (Бяльский повет)
Залесе (пол. Zalesie) — деревня в Бяльском повете Люблинского воеводства Польши. Административный центр гмины Залесе. Находится примерно в 17 км к востоку от центра города Бяла-Подляска. По данным переписи 2011 года, в деревне проживало 648 человек.
В 1975—1998 годах деревня входила в состав Бяльскоподляского воеводства.

## Население
Демографическая структура по состоянию на 31 марта 2011 года:
|         | Всего | До трудоспособного возраста | Трудоспособного возраста | Старше трудоспособного возраста |
| ------- | ----- | --------------------------- | ------------------------ | ------------------------------- |
| Мужчины | 332   | 80                          | 220                      | 32                              |
| Женщины | 316   | 68                          | 195                      | 53                              |
| Всего   | 648   | 148                         | 415                      | 85                              |

## Название
Залесе (название происходит от названия места за лесом, за рощей). Это одно из наиболее распространенных географических названий в Польской Республике. В географическом словаре Царства Польского упоминается около 268 городов с именем Залесе. В настоящее время 113 городов в Польше называются Залесе.